# Les coristes
 Les coristes  (títol original en anglès: Ladies of the Chorus) és una pel·lícula estatunidenca de Phil Karlson estrenada el 1948. Ha estat doblada al català

## Argument
May Martin, una exvedette còmica, i la seva filla Peggy ballen totes dues en una revista de music-hall. Un quid pro quo obliga la ballarina vedette a marxar i Peggy la reemplaça. S'enamora llavors d'un home ric de bona família, Randy. May no és segura de poder aprovar aquesta relació, ella mateixa ha passat per un matrimoni desgraciat amb un home afortunat. En una vesprada organitzada en honor de la jove parella, una imprudència revela a la mare de Randy la professió de Peggy. May salvarà la situació. Tot acaba bé quan hom s'assabenta que la jove parella ho podrà resoldre i la mare es casarà amb el còmic del grup.

## Repartiment
- Adele Jergens: Mae Martin
- Marilyn Monroe: Peggy Martin
- Rand Brooks: Randy Carroll
- Nana Bryant: Sra. Adele Carroll

## Al voltant de la pel·lícula
Algunes observacions generals
- La història no retindrà aquesta pel·lícula, a posteriori , més que per la presència de Marilyn Monroe als crèdits.
- L'actriu Adele Jergens és, per a les seves intervencions cantades, doblada per Virginia Rees.
- La mateixa Adele Jergens, que interpreta el paper de la mare de Marilyn, va néixer el 26 de novembre de 1917 i tenia doncs aproximadament 9 anys més que "la seva filla".

Marilyn Monroe
- És la seva 3a pel·lícula i Marilyn Monroe, en el seu verdader primer paper, es troba en 2n lloc dels crèdits, però es tractarà també de l'única producció Columbia en la qual participarà.
- És una de les rares pel·lícules on té una mare, en aquest cas interpretada per Adele Jergens.
- En aquesta pel·lícula, Marilyn interpreta dues cançons, "Every Baby Needs a Da-Da-Daddy i "Anyone can Tell I Love You .
- Trobarà l'actriu Nana Bryant a  Dangerous Years (1947).